# Diamond Aircraft

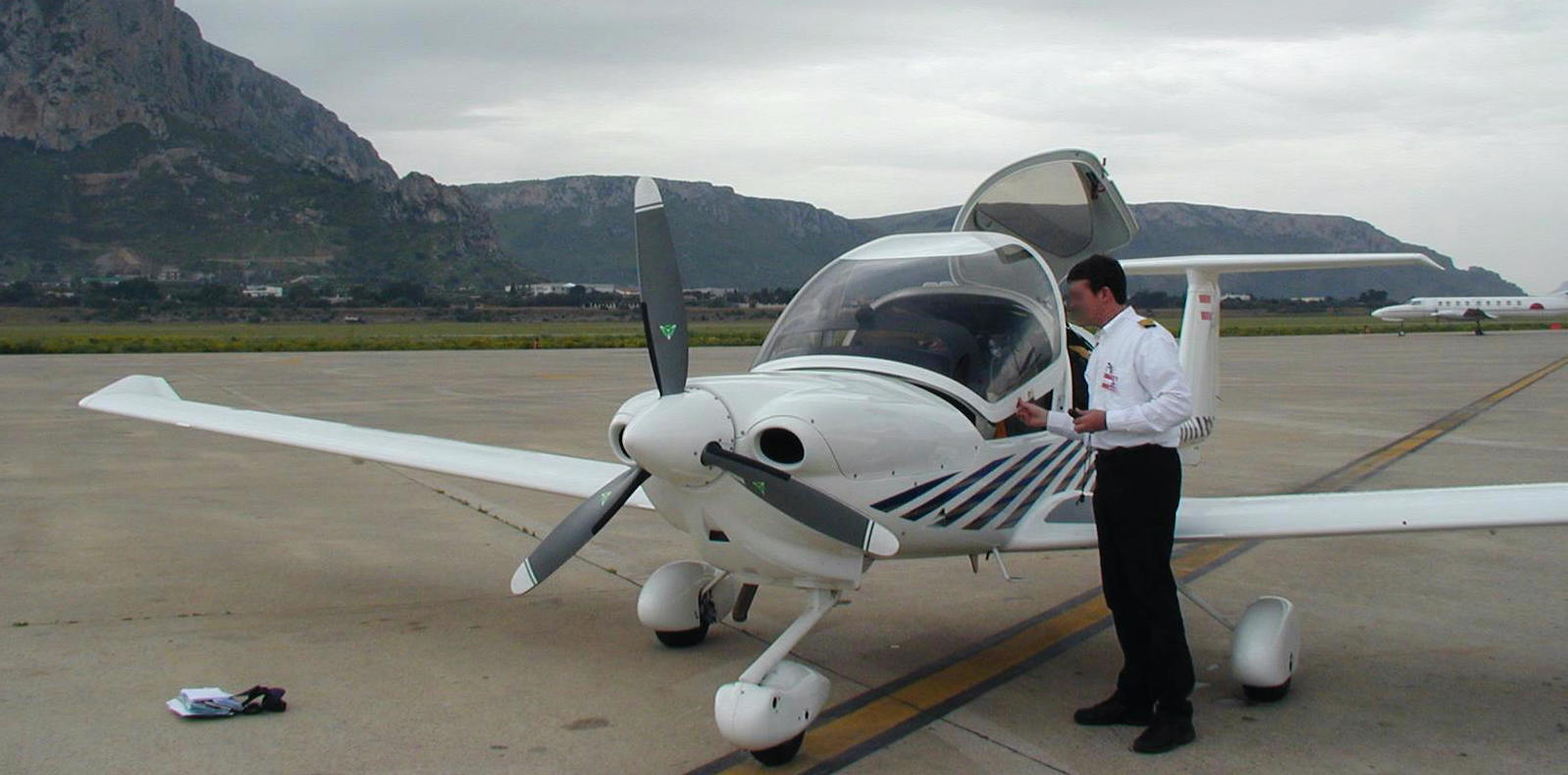
Diamond DA 40 180 am Flughafen Palermo-Punta Raisi

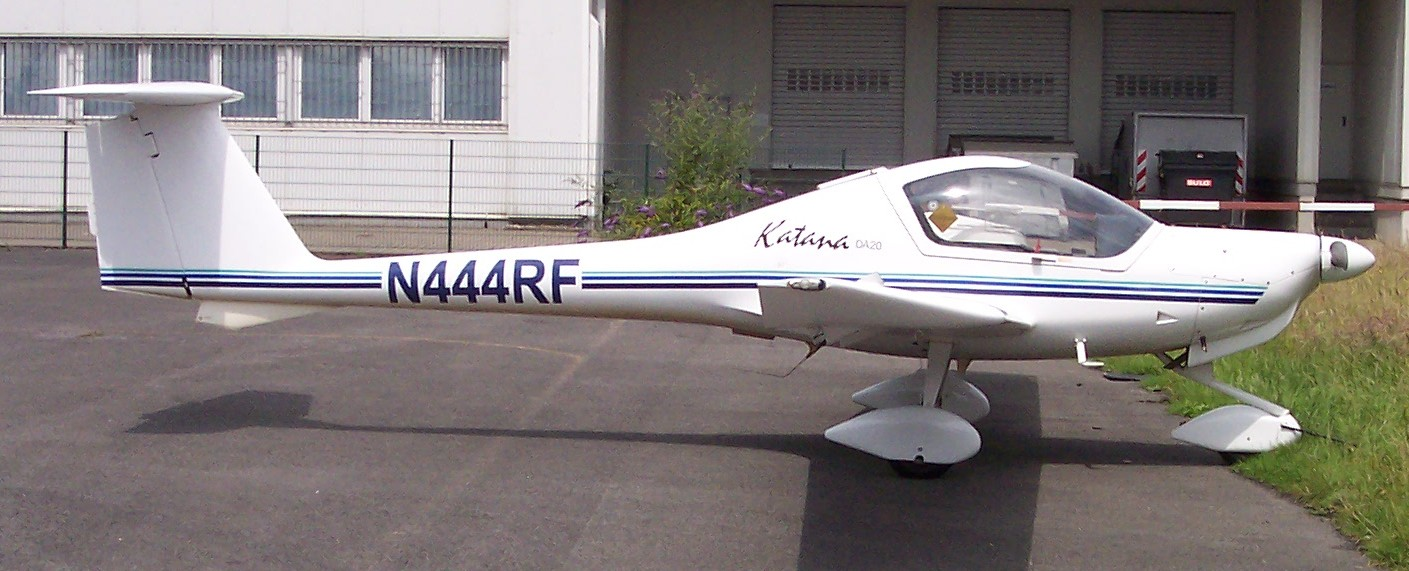
Diamond DA 20 Katana am Flugplatz Hamm-Lippewiesen

Diamond Aircraft ist ein österreichischer Flugzeughersteller mit Produktionsstätten in Österreich, Kanada und China. Der Firmensitz ist in der niederösterreichischen Stadt Wiener Neustadt. Diamond Aircraft ist außerdem Betreiber des Flugplatzes Wiener Neustadt/Ost (ICAO-Code: LOAN).

## Geschichte
Die Firma wurde 1981 von Wolf Hoffmann als Hoffmann Flugzeugbau in Friesach, Kärnten gegründet. Sie produzierte zuerst den Reisemotorsegler H36 Dimona. Im Jahr 1987 erfolgte der Umzug nach Wiener Neustadt und die Weiterentwicklung des Motorseglers zur HK36 „Super Dimona“. Das K steht für den Mitkonstrukteur Dieter Köhler.
Nach mehreren Änderungen der Eigentumsverhältnisse war das Unternehmen seit 1991 im Besitz des gebürtigen Deutschen Christian Dries, der bis November 2010 auch Geschäftsführer des Unternehmens war. Aufbauend auf den Motorsegler wurden nun immer größere Motorflugzeuge gebaut: zuerst die zweisitzige DA20 Katana, dann die viersitzige DA 40, dann die zweimotorige DA42. Bis 2005 wurden insgesamt mehr als 3.500 Flugzeuge hergestellt. Im Jahr 2008 war ein einstrahliger Kleinjet in der Entwicklung.
Es sind mehr als 1200 Mitarbeiter weltweit beschäftigt, davon 580 im Produktionswerk in Wiener Neustadt in Österreich, 350 in London in der Provinz Ontario in Kanada, weitere in den Vertretungen/Wartungswerften Egelsbach (Deutschland), am Gamston Airport in England und seit 2006 in der Provinz Shandong in der Volksrepublik China. Sie ist damit die drittgrößte Firma der Welt, die sich auf die Produktion einmotoriger Leichtflugzeuge spezialisiert hat.
Durch die Finanzkrise ab 2007 geriet das Unternehmen in Bedrängnis. Der Gesamtmarkt schrumpfte laut der General Aviation Manufacturer Association 2008 um 13 Prozent. Dann im Jahr 2009 brach der Markt mit minus 57,5 Prozent massiv ein. Diamond Aircraft produzierte 2007 noch 471 Flugzeuge. Im Jahr 2008 konnten nur noch 308 und 2009 sogar nur 163 Flugzeuge geliefert werden. Anfang 2009 standen 180 Arbeitsplätze (140 bei Diamond, 40 bei Austro Engine) auf wackeligen Beinen.
Im Jahr 2010 wurden nur von Wiener Neustadt bereits wieder 120 Maschinen ausgeliefert. Diese wurden schon mit den Motoren von der zu Diamond gehörenden Austro Engine ausgerüstet. Ein großer Teil der Flugzeuge sind Spezialversionen, die zur Grenzüberwachung oder für den Umweltschutz zur Beobachtung eingesetzt werden.

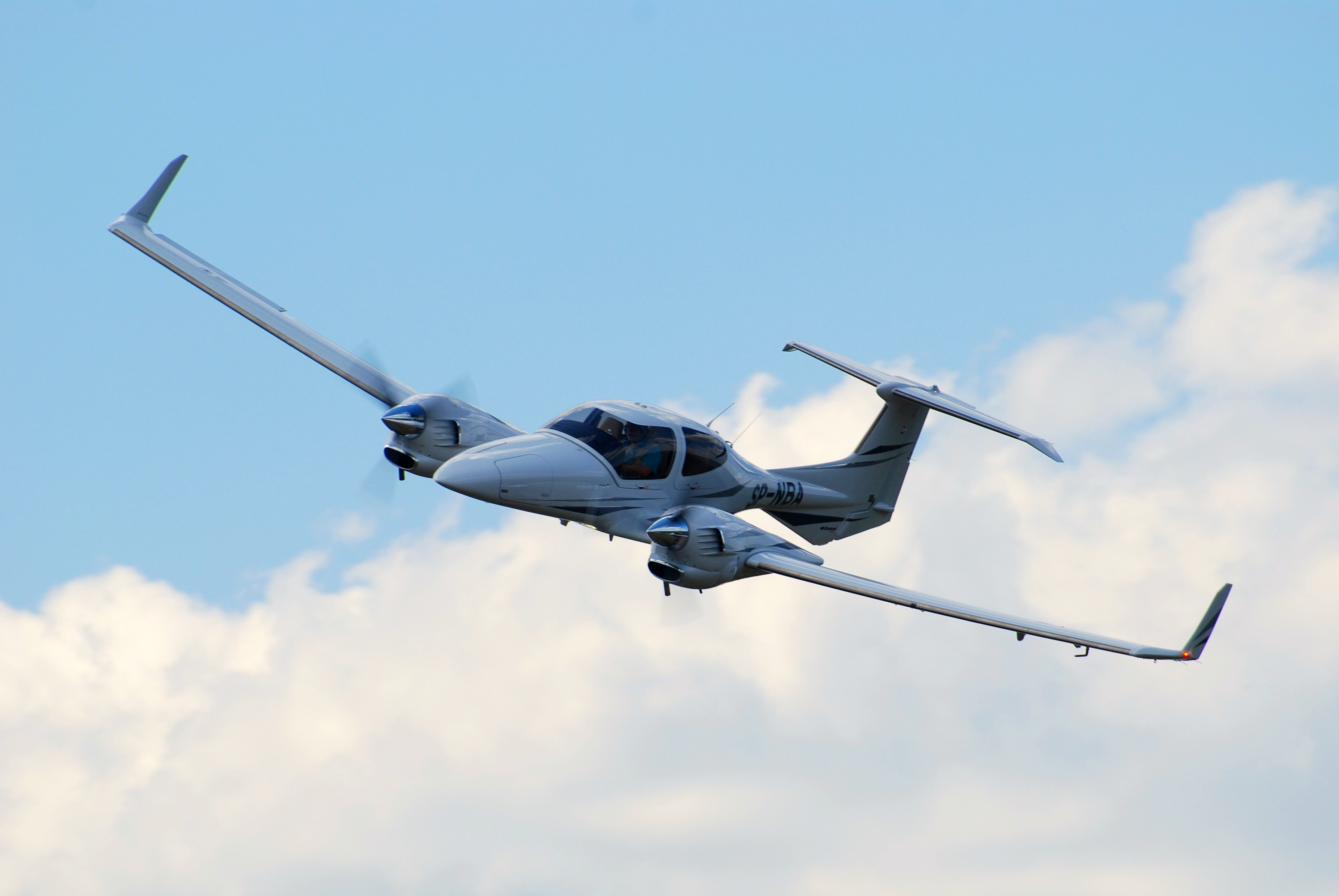
Diamond DA42

Im Zuge einer verzögerten Kreditgewährung durch die kanadische Regierung entließ Diamond Aircraft Industries Inc. im März 2011 213 der 380 Mitarbeiter am kanadischen Standort London, Ontario vorübergehend. Im Mai 2011 verweigerte die neu gewählte kanadische Regierung schließlich den für die Produktion des neuen D-JET geforderten Kredit in Höhe von 35 Mio. Kanadischen Dollar. In der Folge übernahm die Medrar Financial Group aus Dubai in den Vereinigten Emiraten die Mehrheit an dem nordamerikanischen Tochterunternehmen Diamond Group.
Im Jahr 2011 konnte Diamond die Stückzahl von 139 im Jahr 2010 auf 185 erhöhen. Ende 2017 wurde das Unternehmen durch das chinesische Unternehmen Wanfeng Aviation Industry übernommen. Dries bleibt bis auf weiteres in beratender Funktion.
Im März 2025 kaufte Diamond Aircraft das deutsche Luftfahrtunternehmen Volocopter, das elektrische VTOL-Flugtaxis für Passagiere sowie Lastendrohnen entwickelt.

## Modellpalette

### In Produktion

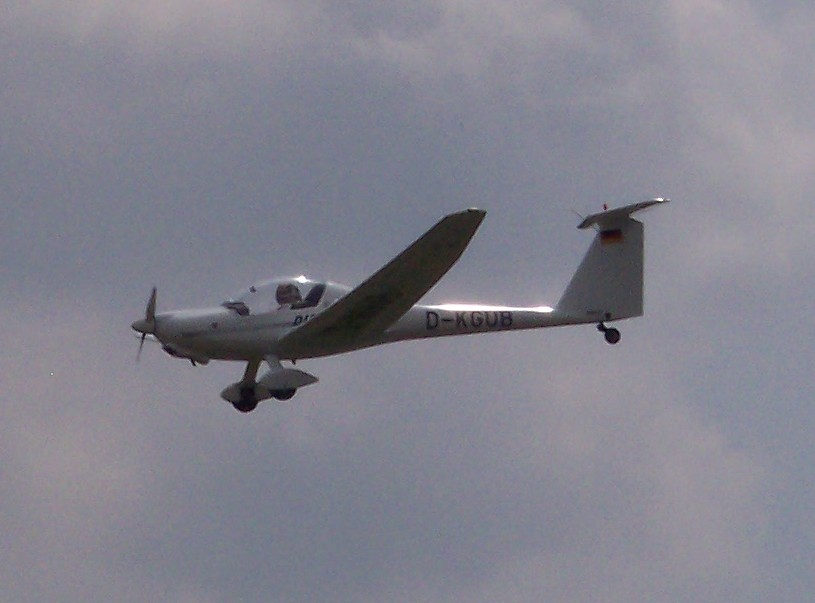
Diamond HK36 Dimona

- Diamond HK36 „Super Dimona“ als Hochleistungs-Motorsegler
- Diamond DA20/DV20 als zweisitziges Kleinflugzeug
- Diamond DA 40 „Diamond Star“ als viersitziges Kleinflugzeug
- Diamond DA42 „Twin Star“ als zweimotoriges Flugzeug mit vier Sitzplätzen.
- Diamond DA62 (frühere Benennung DA52[12]), eine zweimotorige Variante der DA50 mit bis zu sieben Sitzen hatte am 3. April 2012 ihren Erstflug.[13]

### In Entwicklung (2025)
- Diamond DART 450 (ein zweisitziger Luftaufklärungtrainer mit einem PTL-Triebwerk, Erstflug am 17. Mai 2016)[14]

## Besondere Merkmale

### Faserverstärkter Kunststoff

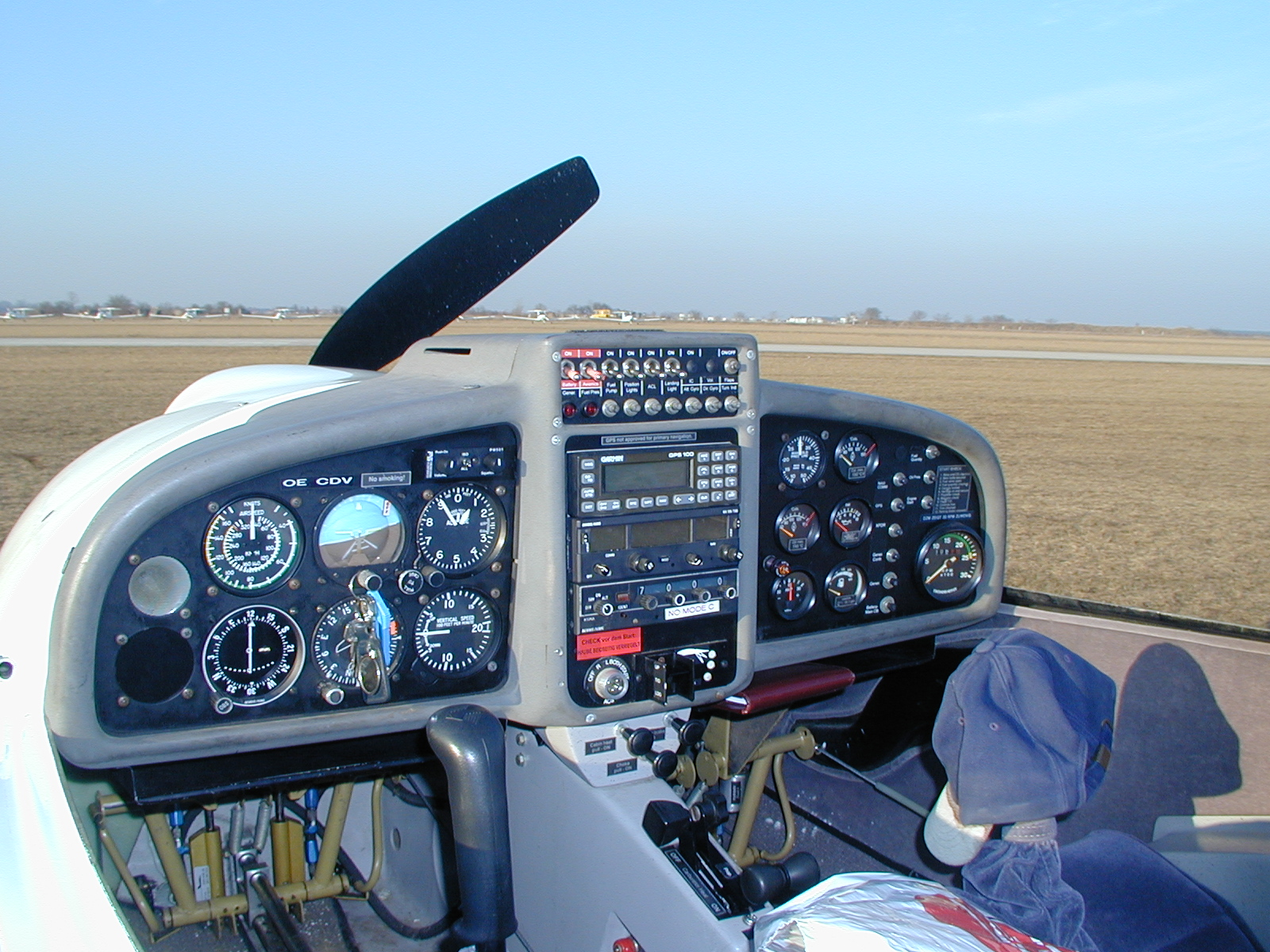
Cockpit einer DV 20

Das Besondere der Flugzeuge von Diamond Aircraft ist die Verwendung von faserverstärktem Kunststoff zum Bau der Struktur. Dieser Werkstoff besitzt gegenüber den klassischen Flugzeugbaustoffen (Holz, Metall) die Vorteile besserer Oberflächengüte und höherer Festigkeit bei gleichzeitig geringem Gewicht.

### Dieselmotoren
Eine Besonderheit der Flugzeuge von Diamond Aircraft ist die Verfügbarkeit von Dieselmotoren anstatt der herkömmlichen Flugmotoren. Durch geringen Verbrauch des günstigeren Diesel- oder Jet-A1-Kraftstoffes ermöglichen diese Motoren niedrigere Betriebskosten der damit ausgestatteten Flugzeuge.
Der ursprüngliche Lieferant von Dieselmotoren war die Thielert AG, welche aber inzwischen Insolvenz angemeldet hat.
Mittlerweile entwickelt Diamond unter dem Namen Austro Engine eigene Dieseltriebwerke, die zukünftig anstelle der Thielert-Diesel eingesetzt werden sollen. Der erste Motor AE 300 (ein Vierzylinder-Hubkolbenmotor) wurde am 28. Januar 2009 durch die EASA zugelassen.

## Innovation

### Rekordflug
Um die Wirtschaftlichkeit ihrer Flugzeuge zu demonstrieren, hat die Firma Diamond am 16. August 2004 eine zweimotorige DA42 Twin Star einen Nonstop-Transatlantikflug absolvieren lassen. Dieser Flug war weltweit der erste Nonstop-Transatlantikflug eines mit Dieselmotoren angetriebenen Flugzeugs in der Allgemeinen Luftfahrt. Die Gesamtdistanz von St. John’s, Neufundland nach Porto in Portugal betrug dabei 1900 NM (3518 km). Der Pilot Gérard Guillaumaud flog mit einer Motorleistung von 42 % und erzielte eine durchschnittliche Geschwindigkeit über Grund von 152 kn (281,5 km/h); der gesamte Flug dauerte 12 Stunden und 30 Minuten, es wurden 272 Liter Dieselkraftstoff verbraucht; dies entspricht 7,7 Liter pro 100 km.

### Eine Dimona als erstes Flugzeug mit einer Brennstoffzelle als Kraftquelle
Am 3. März 2008 betrieb Boeing zum ersten Mal ein kleines Flugzeug – eine Dimona von Diamond Aircraft – mit einem Hybridantrieb Elektromotor mit Lithium-Ionen-Batterie und Brennstoffzelle. Nach dem Aufstieg mit beiden Energiequellen auf 1000 Meter Höhe wurde die Batterie abgetrennt und der Pilot flog die ersten 20 Minuten der Fluggeschichte mit Brennstoffzelle. Entwickelt wurde der Antrieb von BR&TE Boeing Research and Technology Europe in Madrid mit europäischen Industriepartnern.

## Die Diamond Group
Der Flugzeughersteller Diamond Aircraft gehört inzwischen zu einer Gruppe, die die folgenden Unternehmen umfasst:
- Diamond Aircraft Austria (Produktionsstandort)
- Diamond Aircraft Deutschland
- Diamond Aircraft Canada (Produktionsstandort)
- Diamond Aircraft UK
- Diamond Aircraft China (Produktionsstandort)
- Diamond Airborne Sensing
- Diamond Simulation
- Diamond Informatics
- Austro Engine

### Diamond Airborne Sensing
Ein Tochterunternehmen von Diamond Aircraft beschäftigt sich mit dem Einsatz von Diamond-Flugzeugen zu Überwachungs-, Beobachtungs- oder Laserscanningzwecken. Diamond Airborne Sensing ist genauso wie der Mutterkonzern am Flugplatz Wiener Neustadt angesiedelt.
Diamond Airborne Sensing rüstet beispielsweise die Diamond DA42 mit Kameras aus. Bilder können über Satelliten an die entsprechenden Bodenstationen übertragen werden. Dieses System wird beispielsweise zur Waldbrandbeobachtung eingesetzt und kann den Einsatz von Löschflugzeugen effektiver gestalten. Die DA42 MPP kann Flugzeiten von bis zu 13 Stunden ohne Tanken erreichen.
Zu den Bränden in der Ukraine, die gleichzeitig zu den Waldbränden in Russland im Jahr 2010 stattfanden, wurden von Diamond zwei Flugzeuge zur Unterstützungen bei Luftbeobachtung und -untersuchung eingesetzt. Bereits vorher war eine Maschine in ähnlicher Mission zur Untersuchung der Aschewolke nach dem Ausbruch des Eyjafjallajökull im April 2010 unterwegs.

### Diamond Simulation

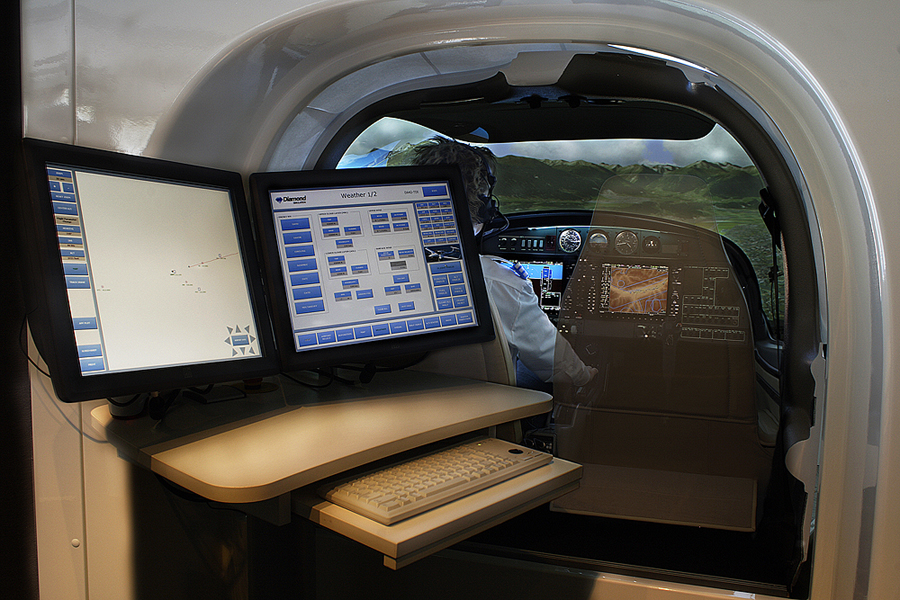
DA42 Simulator

Ein weiteres Tochterunternehmen, das sich dem Bau von Flugtrainingsgeräten (Flugsimulation) widmet, ist in Egelsbach angesiedelt. Die Flugtrainingsgeräte sind nach FNPT II (JAR-STD 3A) und FTD Level 5 (AC 120-45A and CCAR Part 60) zertifiziert und kommen in Flugschulen weltweit zum Einsatz.
Das Unternehmen hat sich zum Ziel gesetzt, die eigenen Flugzeugtypen im Maßstab 1:1 nachzubilden, sodass die Flugschüler in der Bedienung keinen Unterschied zwischen dem Flugtrainer und dem richtigen Flugzeug merken. Hierzu werden die originalen Cockpits aus Wiener Neustadt mit absolut identischer Ausstattung verwendet. Auf dem 200°-Visual-System, welches auf dem „Tropos 1000“-System des kanadischen Herstellers CAE aufgesetzt ist, erhält der Flugschüler realistische 3D-Eindrücke.
Das im Jahre 2004 als Joint Venture gegründete Unternehmen wurde im Jahr 2006 zur Diamond Simulation GmbH & Co. KG umfirmiert.

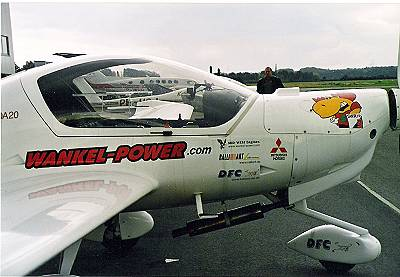
Katana DA20 mit Wankelmotor

### Austro Engine
Austro Engine (zwischenzeitlich Diamond Engines ehemals Midwest Engines) ist ein Triebwerkshersteller der sich mit der Entwicklung und Produktion von Hubkolbenmotoren für den Betrieb mit Jet A-1 bzw. Diesel als Treibstoff sowie Wankelmotoren beschäftigt. Austro Engine stellt Wankelmotoren für Klapptriebwerke und zum Antrieb des Schiebel Camcopter S-100 her. Außerdem befindet sich ein Zweischeiben-Wankelmotor für die Katana DA20 in der Erprobung.

## Sonstiges
Im Jahr 2011 wurden Liliana Schmidt (Head of Sales CES States) und Christian Dries von Diamond Aircraft von der ukrainischen Regierung für ihre Unterstützung bei der Grenzüberwachung mit einer Medaille ausgezeichnet.
2023 wurden Behauptungen bekannt, wonach Diamond Aircraft im Jahr 2022 Flugzeugteile, vermutlich über einen chinesischen Zwischenhändler, an das sanktionierte Russland verkauft haben soll, wo diese in Militärmaschinen verbaut wurden.